# Echt rendiermos
Echt rendiermos (Cladonia rangiferina) is een korstmossoort uit de familie Cladoniaceae. Het groeit in warme en koude klimaten in vochtige en droge gebieden. Zoals veel rendiermossen groeit het slechts 3-11 mm per jaar, waardoor het tientallen jaren kan duren om terug te keren zodra het is verdwenen.

## Determinatie
De podetiën zijn sterk vertakt, waarbij elke vertakking zich gewoonlijk in drie of vier (soms twee) verdeelt. Dikkere takken hebben meestal een diameter van 1–1,5 mm. De kleur is grijsachtig, witachtig of bruinachtig grijs. Het vormt grote matten van 10 cm hoog.
Hij heeft de volgende kenmerkende kleurreacties:	C-, K+ (licht geel), KC-, P+ (rood), UV-.

## Verspreiding
Echt rendiermos wordt met name gevonden in de taiga en de toendra. Het staat op de Nederlandse Rode Lijst in de categorie 'Verdwenen'.